# Break Your Heart
Break Your Heart is een single van Taio Cruz en Ludacris. In het Verenigd Koninkrijk werd in eerste instantie een versie van het nummer uitgegeven waaraan Ludacris niet had meegewerkt. Taio Cruz bereikte hiermee de nummer 1 in de UK Singles Chart. De versie waar Ludacris wel aan meewerkte behaalde onder meer de nummer 1 in de Billboard Hot 100. Cruz werd hiermee de eerste Britse artiest die deze positie haalde in de Amerikaanse hitlijst sinds Jay Sean in oktober 2009.
De videoclip van het nummer werd oorspronkelijk opgenomen in Marbella (Spanje) maar werd uitgebreid met beelden uit Miami zodat ook Ludacris en model Nadya Nepomnyashaya vertoond worden.

## Hitnotering
| "Break Your Heart" in de Nederlandse Top 40 - binnen 24-04-2010 | "Break Your Heart" in de Nederlandse Top 40 - binnen 24-04-2010 | "Break Your Heart" in de Nederlandse Top 40 - binnen 24-04-2010 | "Break Your Heart" in de Nederlandse Top 40 - binnen 24-04-2010 | "Break Your Heart" in de Nederlandse Top 40 - binnen 24-04-2010 | "Break Your Heart" in de Nederlandse Top 40 - binnen 24-04-2010 | "Break Your Heart" in de Nederlandse Top 40 - binnen 24-04-2010 | "Break Your Heart" in de Nederlandse Top 40 - binnen 24-04-2010 | "Break Your Heart" in de Nederlandse Top 40 - binnen 24-04-2010 | "Break Your Heart" in de Nederlandse Top 40 - binnen 24-04-2010 | "Break Your Heart" in de Nederlandse Top 40 - binnen 24-04-2010 | "Break Your Heart" in de Nederlandse Top 40 - binnen 24-04-2010 | "Break Your Heart" in de Nederlandse Top 40 - binnen 24-04-2010 | "Break Your Heart" in de Nederlandse Top 40 - binnen 24-04-2010 | "Break Your Heart" in de Nederlandse Top 40 - binnen 24-04-2010 | "Break Your Heart" in de Nederlandse Top 40 - binnen 24-04-2010 | "Break Your Heart" in de Nederlandse Top 40 - binnen 24-04-2010 | "Break Your Heart" in de Nederlandse Top 40 - binnen 24-04-2010 | "Break Your Heart" in de Nederlandse Top 40 - binnen 24-04-2010 |
| Week                                                            | 1                                                               | 2                                                               | 3                                                               | 4                                                               | 5                                                               | 6                                                               | 7                                                               | 8                                                               | 9                                                               | 10                                                              | 11                                                              | 12                                                              | 13                                                              | 14                                                              | 15                                                              | 16                                                              | 17                                                              |                                                                 |
| --------------------------------------------------------------- | --------------------------------------------------------------- | --------------------------------------------------------------- | --------------------------------------------------------------- | --------------------------------------------------------------- | --------------------------------------------------------------- | --------------------------------------------------------------- | --------------------------------------------------------------- | --------------------------------------------------------------- | --------------------------------------------------------------- | --------------------------------------------------------------- | --------------------------------------------------------------- | --------------------------------------------------------------- | --------------------------------------------------------------- | --------------------------------------------------------------- | --------------------------------------------------------------- | --------------------------------------------------------------- | --------------------------------------------------------------- | --------------------------------------------------------------- |
| Nummer                                                          | 28                                                              | 19                                                              | 19                                                              | 19                                                              | 11                                                              | 8                                                               | 8                                                               | 11                                                              | 11                                                              | 11                                                              | 12                                                              | 16                                                              | 22                                                              | 28                                                              | 30                                                              | 35                                                              | 40                                                              | uit                                                             |

| "Break Your Heart" in de Nederlandse Single Top 100 binnen: 24-04-2010 | "Break Your Heart" in de Nederlandse Single Top 100 binnen: 24-04-2010 | "Break Your Heart" in de Nederlandse Single Top 100 binnen: 24-04-2010 | "Break Your Heart" in de Nederlandse Single Top 100 binnen: 24-04-2010 | "Break Your Heart" in de Nederlandse Single Top 100 binnen: 24-04-2010 | "Break Your Heart" in de Nederlandse Single Top 100 binnen: 24-04-2010 | "Break Your Heart" in de Nederlandse Single Top 100 binnen: 24-04-2010 | "Break Your Heart" in de Nederlandse Single Top 100 binnen: 24-04-2010 | "Break Your Heart" in de Nederlandse Single Top 100 binnen: 24-04-2010 | "Break Your Heart" in de Nederlandse Single Top 100 binnen: 24-04-2010 | "Break Your Heart" in de Nederlandse Single Top 100 binnen: 24-04-2010 | "Break Your Heart" in de Nederlandse Single Top 100 binnen: 24-04-2010 | "Break Your Heart" in de Nederlandse Single Top 100 binnen: 24-04-2010 | "Break Your Heart" in de Nederlandse Single Top 100 binnen: 24-04-2010 | "Break Your Heart" in de Nederlandse Single Top 100 binnen: 24-04-2010 | "Break Your Heart" in de Nederlandse Single Top 100 binnen: 24-04-2010 | "Break Your Heart" in de Nederlandse Single Top 100 binnen: 24-04-2010 | "Break Your Heart" in de Nederlandse Single Top 100 binnen: 24-04-2010 | "Break Your Heart" in de Nederlandse Single Top 100 binnen: 24-04-2010 | "Break Your Heart" in de Nederlandse Single Top 100 binnen: 24-04-2010 |
| Week                                                                   | 1                                                                      | 2                                                                      | 3                                                                      | 4                                                                      | 5                                                                      | 6                                                                      | 7                                                                      | 8                                                                      | 9                                                                      | 10                                                                     | 11                                                                     | 12                                                                     | 13                                                                     | 14                                                                     | 15                                                                     | 16                                                                     | 17                                                                     | 18                                                                     | 19                                                                     |
| ---------------------------------------------------------------------- | ---------------------------------------------------------------------- | ---------------------------------------------------------------------- | ---------------------------------------------------------------------- | ---------------------------------------------------------------------- | ---------------------------------------------------------------------- | ---------------------------------------------------------------------- | ---------------------------------------------------------------------- | ---------------------------------------------------------------------- | ---------------------------------------------------------------------- | ---------------------------------------------------------------------- | ---------------------------------------------------------------------- | ---------------------------------------------------------------------- | ---------------------------------------------------------------------- | ---------------------------------------------------------------------- | ---------------------------------------------------------------------- | ---------------------------------------------------------------------- | ---------------------------------------------------------------------- | ---------------------------------------------------------------------- | ---------------------------------------------------------------------- |
| Nummer                                                                 | 40                                                                     | 30                                                                     | 28                                                                     | 21                                                                     | 36                                                                     | 24                                                                     | 42                                                                     | 27                                                                     | 34                                                                     | 23                                                                     | 34                                                                     | 32                                                                     | 39                                                                     | 38                                                                     | 50                                                                     | 50                                                                     | 50                                                                     | 70                                                                     | 91                                                                     |

| "Break Your Heart" in de Vlaamse Ultratop 50 - binnen 24-04-2010 | "Break Your Heart" in de Vlaamse Ultratop 50 - binnen 24-04-2010 | "Break Your Heart" in de Vlaamse Ultratop 50 - binnen 24-04-2010 | "Break Your Heart" in de Vlaamse Ultratop 50 - binnen 24-04-2010 | "Break Your Heart" in de Vlaamse Ultratop 50 - binnen 24-04-2010 | "Break Your Heart" in de Vlaamse Ultratop 50 - binnen 24-04-2010 | "Break Your Heart" in de Vlaamse Ultratop 50 - binnen 24-04-2010 | "Break Your Heart" in de Vlaamse Ultratop 50 - binnen 24-04-2010 | "Break Your Heart" in de Vlaamse Ultratop 50 - binnen 24-04-2010 | "Break Your Heart" in de Vlaamse Ultratop 50 - binnen 24-04-2010 | "Break Your Heart" in de Vlaamse Ultratop 50 - binnen 24-04-2010 | "Break Your Heart" in de Vlaamse Ultratop 50 - binnen 24-04-2010 | "Break Your Heart" in de Vlaamse Ultratop 50 - binnen 24-04-2010 | "Break Your Heart" in de Vlaamse Ultratop 50 - binnen 24-04-2010 | "Break Your Heart" in de Vlaamse Ultratop 50 - binnen 24-04-2010 | "Break Your Heart" in de Vlaamse Ultratop 50 - binnen 24-04-2010 | "Break Your Heart" in de Vlaamse Ultratop 50 - binnen 24-04-2010 | "Break Your Heart" in de Vlaamse Ultratop 50 - binnen 24-04-2010 | "Break Your Heart" in de Vlaamse Ultratop 50 - binnen 24-04-2010 |
| Week                                                             | 1                                                                | 2                                                                | 3                                                                | 4                                                                | 5                                                                | 6                                                                | 7                                                                | 8                                                                | 9                                                                | 10                                                               | 11                                                               | 12                                                               | 13                                                               | 14                                                               | 15                                                               | 16                                                               | 17                                                               | 18                                                               |
| ---------------------------------------------------------------- | ---------------------------------------------------------------- | ---------------------------------------------------------------- | ---------------------------------------------------------------- | ---------------------------------------------------------------- | ---------------------------------------------------------------- | ---------------------------------------------------------------- | ---------------------------------------------------------------- | ---------------------------------------------------------------- | ---------------------------------------------------------------- | ---------------------------------------------------------------- | ---------------------------------------------------------------- | ---------------------------------------------------------------- | ---------------------------------------------------------------- | ---------------------------------------------------------------- | ---------------------------------------------------------------- | ---------------------------------------------------------------- | ---------------------------------------------------------------- | ---------------------------------------------------------------- |
| Nummer                                                           | 12                                                               | 10                                                               | 5                                                                | 5                                                                | 3                                                                | 5                                                                | 7                                                                | 8                                                                | 8                                                                | 11                                                               | 18                                                               | 16                                                               | 19                                                               | 20                                                               | 29                                                               | 28                                                               | 37                                                               | 38                                                               |